# Haines Borough
Der Haines Borough ist ein Bezirk im Bundesstaat Alaska der Vereinigten Staaten von Amerika. Der Bezirk liegt im sogenannten Alaska Panhandle. Bei der Volkszählung im Jahr 2020 wurden 2080 Einwohner gezählt. Der Sitz der Borough-Verwaltung ist in Haines.

## Geographie
Der Bezirk hat eine Fläche von 6070 Quadratkilometern. Davon sind 5080 Quadratkilometer Land und 990 Quadratkilometer (14,02 Prozent) Wasserflächen.

## Geschichte
Das Borough wurde August 1968 gebildet und nach der Haines Mission benannt, die im Jahr 1881 von Pastor Eugene S. Willard gegründet wurde. Die Mission trug ihren Namen zu Ehren von Francina Haines (1819–?), die als Sekretärin im Verwaltungsrat der presbyterianischen Mission das Geld für die Gründung einsammelte.

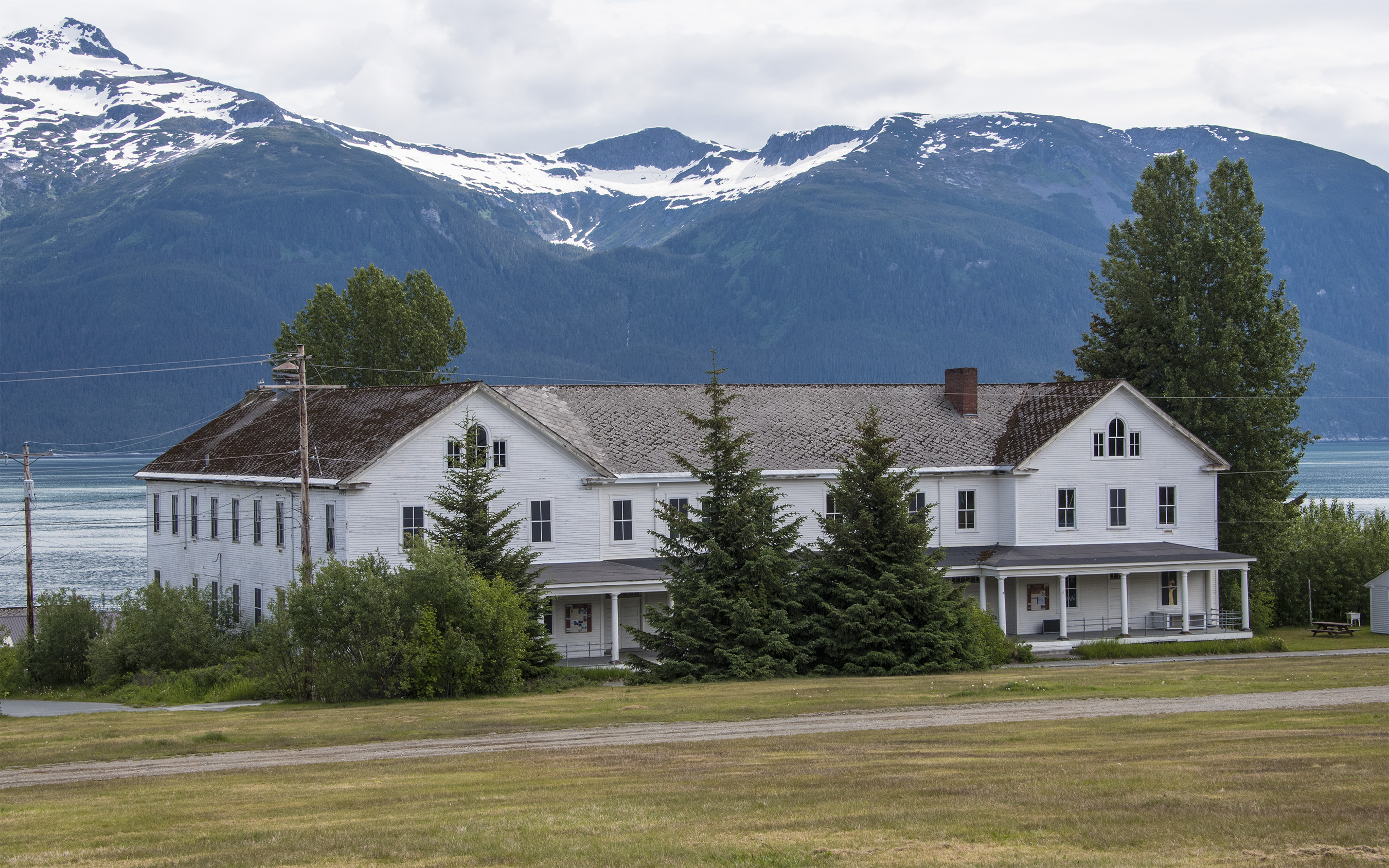
Fort William H. Seward ist ein Historic District und hat Juni 1978 den Status eines National Historic Landmarks.

Sechs Bauwerke und Stätten im Borough sind im National Register of Historic Places (NRHP) eingetragen (Stand 21. April 2020), darunter hat das Fort William H. Seward den Status eines National Historic Landmarks.

## Städte und Orte
Im Haines Borough befinden sich 6 Census-designated places (gemeindefreie Gebiete) (Stand 2020).

### Census-designated places (CDPs)
- Covenant Life
- Excursion Inlet
- Haines
- Lutak
- Mosquito Lake
- Mud Bay